# Tino Livramento
Valentino Francisco Livramento (Croydon, 12 de noviembre de 2002) es un futbolista británico que juega en la demarcación de defensa para el Newcastle United F. C. de la Premier League de Inglaterra.

## Biografía
Empezó a formarse como futbolista en la cantera del Chelsea F. C. Después de doce temporadas en las categorías inferiores del club, finalmente se marchó a la disciplina del Southampton F. C. Debutó con el primer equipo el 14 de agosto de 2021 en un encuentro de la Premier League contra el Everton F. C., partido que finalizó con un marcador de 3-1 tras los goles de Richarlison, Abdoulaye Doucouré y Dominic Calvert-Lewin para el Everton, y de Adam Armstrong para el Southampton. En su primera campaña sufrió una lesión que lo mantuvo más de un año alejado de los terrenos de juego. Reapareció en mayo de 2023, participó en los dos últimos partidos de la temporada y en agosto fue traspasado al Newcastle United F. C.

## Selección nacional
El 17 de noviembre de 2024 hizo su debut con la selección de Inglaterra en un encuentro de la Liga de Naciones de la UEFA 2024-25 ante Irlanda que ganaron por cinco a cero.

## Clubes
| Club                   | País       | Año       | Partidos | Goles |
| ---------------------- | ---------- | --------- | -------- | ----- |
| Southampton F. C.      | Inglaterra | 2021-2023 | 34       | 1     |
| Newcastle United F. C. | Inglaterra | 2023-     | 80       | 1     |

## Palmarés

### Títulos nacionales
| Título          | Club                   | País       | Año  |
| --------------- | ---------------------- | ---------- | ---- |
| Copa de la Liga | Newcastle United F. C. | Inglaterra | 2025 |

### Títulos internacionales
| Título          | Equipo            | Sede       | Año  |
| --------------- | ----------------- | ---------- | ---- |
| Eurocopa Sub-21 | Inglaterra sub-21 | Eslovaquia | 2025 |